# 川崎市立西野川小学校
川崎市立西野川小学校（かわさきしりつにしのがわしょうがっこう）は神奈川県川崎市宮前区野川台にある公立小学校。1980年に創立された。野川小学校の人数が増えたことから、造られた。｢自然の坂道」、「せせらぎ池」が特徴。

## 沿革
昭和30年代頃から、野川一帯が東急グループによって開発されたことで人口が急増し、野川小学校は校舎の増築に追われた。それでも増え続ける児童に対処すべく、西野川小学校と南野川小学校を開校させることとなった。野川中学校との同時工事を、谷戸で行ったため、2年間の大工事となった。

### 年表
特に記述がない限りは、学校のウェブサイト、または創立30周年記念地域学習誌「にしのがわ」に依る。
- 1980年（昭和55年）
  - 4月1日 - 野川小学校より分離独立し開校。この開校時点の職員25名、 学級数13学級、児童数510名（1学年～4学年まで）。
  - 4月5日 - 第1回入学式挙行。
  - 5月30日 - PTA総会開催。
  - 6月9日 - 校章を制定。
  - 時期不明 - 校旗制定。
  - 7月28日 - プール完成。
  - 時期不明 - 池、花壇を造成。
  - 9月28日 - 第1回運動会を、開校記念大運動会として開催。
  - 10月23日 - 校庭歩道、校舎周囲花壇、自然観察池完成。
- 1981年（昭和56年）
  - 1月7日 - 校歌制定[10]。
  - 2月27日 - 開校記念式典挙行。記念展覧会と祝賀会開催。
  - 5月30日 - 土手の樹文字「にしの川」の植樹。
- 1982年（昭和57年）
  - 5月18日 - 運動場「スプリンクラー設備」完成。
  - 8月18日 - 湧き水利用の「流れる川」」完成。
- 1983年（昭和58年）
  - 1月26日 - 米飯設備完成。
  - 1月29日 - 飼育小屋完成。
  - 3月23日 - 第1回卒業証書授与式挙行。最初の卒業生は、男子62名・女子54名の計116名。
- 1984年（昭和59年）1月24日 - 防球ネット設備完成。
- 1985年（昭和60年） - 4学年による宮前区学芸大会出場が始まる。
- 1986年（昭和61年）2月 - 体育館校歌額完成。
- 1988年（昭和63年）
  - 8月27日 -  正面から給食室までの舗装完成。
  - 10月20日 - 校庭全面整備工事終了（遊具、藤棚、砂場新設）。
- 1989年（平成元年）
  - 4月1日 - 校庭にスピーカー設置。
  - 4月4日 - 身障者用スロープ完成（体育館・昇降口）。
  - 8月20日 - 湧き水利用の「せせらぎ水路」完成。
  - 11月25日 - 創立10周年記念式典「とびだせ世界へ 西野川の子」挙行。
- 1990年（平成2年）
  - 4月27日 - うさぎ小屋新設。
  - 5月11日 - 小鳥小屋新設。
  - 10月11日 - 「西野川小学校」表示板が屋上取り付けられる。
- 1992年（平成4年）
  - 3月17日 - 体育館緞帳新調。
  - 4月 - オーストラリアのアルビオンパークパブリックスクールと姉妹校。
- 1996年（平成8年）8月2日 - オーストラリアのアルビオンパークパブリックスクールと交流。
- 1997年（平成9年）10月 - おやじの会設立。
- 1998年（平成10年）6月 - スクールカウンセラー室設置。
- 1999年（平成11年）
  - 1月 - パソコン室設置。
  - 11月20日 - 創立20周年記念式典挙行。テーマは、「飛べ、はばたけ、みんなの力で輝く未来をつくろう」。
- 2002年（平成14年）
  - 3月17日 - 飼育小屋移築。
  - 6月28日 - 自然観察コース「自然の坂道」完成。
  - 8月27日 - 給食室改修工事完成。
- 2004年（平成16年）3月 - 水田完成。
- 2008年（平成20年）
  - 5月 - こころの相談員配置。以降、毎年5月に配置。
  - 12月 - コンピューター40台設置。
- 2009年（平成21年）
  - 8月 - 普通教室エアコン設置。体育館屋根塗り替え。
  - 12月5日 - 創立30周年記念式典挙行し、祝賀会開催。
- 2010年（平成22年）10月 - 太陽光パネル設置。
- 2011年（平成23年）
  - 4月 - 学級増により、図工室を普通教室に改修。多目的トイレに温水シャワー設置。PTAより、校長室エアコン設置。
  - 5月 - 特別支援非常勤講師配置。
  - 8月 - 地上デジタル化完了。
- 2012年（平成24年）
  - 3月 - 校内無線LAN配置。
  - 10月 - 平成25年度の北側トイレ改修を決定（1階～4階）。
- 2013年（平成25年）
  - 2月 - PTAより、各教室に加湿器配当。平成25年度の、わくわく保健室部分への移設を決定。
  - 3月 - 給食室三層水槽設置。わかば級内にパーテーション設置。
  - 6月 - PTAより、各教室廊下側カーテン設置。
  - 10月 - プールスプリンクラー機械取り換え工事完了。職員室給湯器が旧わくわく室より移設。北側トイレ改修工事（1階～4階）完了。わくわくプラザの1階へ移設工事完了。4階旧わくわく室および3階放送室設置。救助袋撤去。
- 2014年（平成26年）
  - 2月 - PTAより、各教室に黒板消しクリーナー設置。
  - 3月 - 放送室AV調整卓交換。
  - 5月 - 校庭放送設備改修工事完了。
  - 6月 - 体育館屋根雨漏り工事完了。
  - 9月 - わかば2 組教室火災報知器2機増設工事完了。
  - 10月 - 正門から校庭への通路の改良舗装工事完了。
- 2015年（平成27年）
  - 3月 - 北側トイレ内壁面塗装及び校舎外北側壁面塗装完了。15教室吊り下げ式照明から埋め込み式照明へ工事完了。15教室の教室内照明を4か所から6か所にする増設工事完了。15教室の黒板灯を1か所から2か所にする増設工事完了。PTAより、児童用靴箱4台設置。
  - 5月 - 国旗掲揚塔１基設置。
  - 6月 - 通用門インターフォン取り換え工事完了。
  - 8月 - 体育館壁面板取り換え及び取り換え工事完了。
  - 10月 - 防犯カメラ設置。
  - 12月 - 備蓄倉庫設置工事完了。
- 2016年（平成28年）
  - 2月 - 藤棚修理完了。屋上消火栓タンク排水管漏れ工事完了。
  - 3月 - プレハブ倉庫基礎工事完了。プール日よけ屋根取り換え工事完了。
  - 5月 - プールサイド塗装、排水弁のハンドル補修工事完了。
  - 7月 - 支援級に2台扇風機設置、1教室に扇風機4台設置工事完了。
  - 8月 - 窓ガラス交換工事完了。
  - 9月 - 正門門扉補修工事完了。
  - 11月 - 防排煙設備・自動火災報知設備補修工事完了。土留擁壁補修工事完了。正門前の松の木伐採作業完了。
  - 12月 - ガス管交換工事と「自然の坂道」立ち枯れ樹木の伐採作業の各作業が完了。
- 2017年（平成29年）
  - 1月 - 体育館用発電機設備設置完了。
  - 3月 - 窓落下防止工事完了。給食室ガス自動炊飯器・熱風消毒保管庫交換工事完了。
  - 7月 - 高木伐採作業（用務員グループ作業）。窓ガラス飛散防止工事（～8月上旬まで）。
  - 9月 - 渡り廊下塗装（用務員グループ作業）。バスケットボード等塗装（職員作業）。
  - 11月 - 松枯れのため伐採作業実施。
  - 12月 - 給食室食器洗機設置工事。
- 2018年（平成30年）
  - 3月 - 給食室冷蔵庫設置工事。
  - 7月 - 給食室照明改修・ボイラー交換・給食室食洗器改修の各工事。
  - 10月 - スプリンクラー修繕工事。
  - 12月 - デジタルワイヤレス設備補修と保存食用冷凍庫交換の各工事。
- 2019年（平成31年・令和元年）
  - 3月 - 給食室天井とダクトの隙間補修・給食室内釜下グレーティング交換・給食室調理用野菜裁断機交換の各工事。
  - 4月 - プール床改修・正門電子ロック修繕・校庭鉄棒補修の各工事。
  - 5月 - 給食室塗装補修とプールサイド壁面補修の各工事。
  - 6月 - プール浴槽塗装補修工事。
  - 7月 - グリーントイレ改修工事（～10月下旬）。
  - 8月 - 図書室、家庭科室床ワックスがけ（夏季用務員研修として）。
  - 9月 - PAS（負荷開閉器）設置工事。正門塗装工事（おやじの会40周年記念事業として、～11月下旬）。
  - 11月 - 蓄電池設備設置工事（～2020年2月下旬）。

## 教育目標
以下の教育目標が掲げられている。

## 学校行事
本節では、2017年に予定されている学校行事を示した。
4月
着任式、始業式、入学式、1年生歓迎集会、1・2年合同遠足
5月
運動会
6月
開校記念日、演劇鑑賞教室
7月
こころの劇場・夏季休業
8月
防災引き取り訓練
9月

10月
前期終業式、後期始業式、地区別運動会（6学年）、自然教室（5学年）、ふれあい西野川
11月
日光修学旅行（6学年）
12月
学習発表会（1993年以前は学芸会という名前で行われていた）、宮前区学芸大会（4学年）
1月
どんど焼き
2月
学校報告会、6年生を送る会
3月
お別れ式、卒業式、離退任式、修了式

## 学校のシンボル
校章は、「西野川」の文字、影向寺や学校の校庭に植えられたイチョウをイメージしたイチョウの葉、川崎市の川崎市章に由来する三重丸、子ども・親・教員・地域住民の協力をイメージした大円から成り立っている。
特にイチョウの木は、1981年2月に制定された校歌でも唄われている。

## 通学区域
出典
- 宮前区
  - 野川台1丁目（全域）
  - 野川台2丁目（全域）
  - 野川台3丁目（全域）
  - 西野川1丁目（1番～32番）
  - 西野川2丁目（1番～6番・10番～13番・27番～29番・32番）
  - 東有馬2丁目（14番2号～14番22号・14番32号～14番36号、15番2号～15番26号）
  - 南野川1丁目（10番）

## 進学先中学校
西野川小学校に通学する児童は野川中学校に進学する。

## 学区内の主な施設
- 川崎市立野川中学校

## 交通
西野川小学校付近の鉄道駅は、最寄りの東急田園都市線梶が谷駅からでも2.6キロメートル離れており、路線バスによるアクセスが有効である。学校のウェブサイトでは東急バスの山下停留所で下車する経路が案内されている。山下停留所からは徒歩5分である。
- 武蔵小杉駅、武蔵中原駅などから乗車できる、東急バス・杉09系統[17]
- 鷺沼駅、梶が谷駅などから乗車できる、東急バス・梶01系統[18]